# Urbanowo (województwo wielkopolskie)
Urbanowo – wieś w Polsce położona w województwie wielkopolskim, w powiecie nowotomyskim, w gminie Opalenica.
W okresie Wielkiego Księstwa Poznańskiego (1815-1848) wzmiankowane jest Urbanowo stare i nowe, które należały do ówczesnego powiatu bukowskiego, który dzielił się na cztery okręgi (bukowski, grodziski, lutomyślski oraz lwowkowski). Urbanowo stare i nowe należały do okręgu grodziskiego i stanowiły część majątku Ptaszkowo wielkie, którego właścicielem był wówczas Adam Żołtowski. Według spisu urzędowego z 1837 roku Urbanowo stare liczyło 20 mieszkańców i 3 dymy (domostwa), natomiast Urbanowo nowe liczyło 280 mieszkańców i 20 dymów.
W latach 1975–1998 miejscowość należała administracyjnie do województwa poznańskiego.
Zobacz też: Urbanowo, Urbanów